# تپه چیا بل
تپه چیا بل مربوط به دوره نوسنگی - عصر مفرغ - عصر آهن - سده‌های ۵ و ۶ ه.ق است و در شهرستان خرم‌آباد، بخش چغلوندی، دهستان بیرانوند جنوبی، روستای چیا بل واقع شده و این اثر در تاریخ ۲۸ اسفند ۱۳۸۵ با شمارهٔ ثبت ۱۸۵۵۵ به‌عنوان یکی از آثار ملی ایران به ثبت رسیده است.